# Дорезополис
Дорезополис (порт. Doresópolis) — муниципалитет в Бразилии, входит в штат Минас-Жерайс. Составная часть мезорегиона Запад штата Минас-Жерайс. Входит в экономико-статистический микрорегион Пиуми. Население составляет 1426 человек на 2006 год. Занимает площадь 153,087 км². Плотность населения — 9,3 чел./км².

## История
Город основан 3 марта 1963 года. 

## Статистика
- Валовой внутренний продукт на 2003 год составляет 7 208 962,00 реалов (данные: Бразильский институт географии и статистики).
- Валовой внутренний продукт на душу населения на 2003 год составляет 5182,58 реалов (данные: Бразильский институт географии и статистики).
- Индекс развития человеческого потенциала на 2000 год составляет 0,755 (данные: Программа развития ООН).